# Prays endolemma
Prays endolemma is een vlinder uit de familie Praydidae. De wetenschappelijke naam van de soort werd in 1967 gepubliceerd door Diakonoff.